# Шехзаде Шахиншах
Шехзаде́ Шахинша́х (тур. Şehzade Şahinşah; 1460/1464/1465 — 2 июля 1511) — сын султана Баязида II и Хюснюшах-хатун. Последовательно занимал должность санджакбея Сарухана и Карамана в 1483—1511 годах. 

## Биография
Узунчаршылы в своей книге «Истории Османского государства» и в статье в журнале Belleten, ссылаясь на статью, вышедшую в журнале в Конье, утверждает, что Шахиншах родился в 1464 году. Олдерсон указывает другой год рождения шехзаде — 1460. Сюрея называет два предполагаемых года рождения наследника: 1460 или 1465 год.
Шахиншах был сыном султана Баязида II. Матерью наследника была Хюснюшах-хатун, о происхождении которой данные противоречивы: османист Энтони Олдерсон, ссылаясь на турецкого историка Исмаила Хаккы Узунчаршылы, а также турецкий историк Чагатай Улучай в книге «Жёны и дочери султанов» указывают отцом Хюснюшах-хатун Насуха Караманоглу, однако турецкий историк Недждет Сакаоглу отмечает, что это утверждение неверно, поскольку в гаремных архивах она записана как «Хюснюшах бинти Абдулджелиль», что говорит о том, что она была обычной наложницей немусульманского происхождения. Достоверно известно, что у Шахиншаха была по меньшей мере одна полнородная сестра Султанзаде-султан.
Шахиншах последовательно занимал должность санджакбея Сарухана и Карамана в 1483—1511 годах, проживая в столицах санджаков Манисе и Конье соответственно. Имел сыновей Алаэддина (казнён 16 декабря 1512), Махмуда, Мехмеда (1506 — казнён 16 декабря 1512) и Мустафу.
Шахиншах умер 2 июля 1511 года. Тело Шахиншаха его мать Хюснюшах перевезла в Бурсу, где оно было захоронено в комплексе Мурадие. Согласно версии историка Лесли Пирс, Хюснюшах-хатун лично уведомила султана о смерти сына, подписав письмо «мать султана Шахиншаха».